# جیندال استیل اند پاور
جیندال استیل اند پاور (به انگلیسی: Jindal Steel and Power) شرکت خوشه‌ای هندی است، که در زمینه تولید و عرضه انرژی و فولاد فعالیت می‌کند.
شرکت جیندال استیل اند پاور در سال ۱۹۵۲ توسط او پی جیندال تأسیس شد و در حال حاضر دارای عملیات در دو بخش انرژی و فلزات بوده، که بخش انرژی آن در حوزه تولید و توزیع انرژی الکتریکی فعال است و بخش فلزات نیز به ۲ شاخه تفکیک شده که شامل؛ تولید فولاد و استخراج سنگ آهن می‌باشند.
دفتر مرکزی این شرکت در شهر دهلی نو، هند قرار دارد و بخشی از سهام آن در بازارهای بورس اوراق بهادار بمبئی و بورس اوراق بهادار ملی هند معامله می‌شود.